# The day dawn
The Day Dawn is een compositie voor strijkorkest van Sally Beamish.
Het werk is gebaseerd op een fiddlemelodie van de Shetlandeilanden. De titel verwijst naar de tijd na de kortste dag (winterpunt), waarbij de temperaturen weer oplopen, er weer meer zonlicht komt en het “nieuwe” leven begint. De duisternis trekt zich terug. Ze schreef het ter troost voor haar vriendin Chris Jamieson, die haar dochter op jonge leeftijd verloor. De opdracht van het werk kwam van de vereniging Contemporary Music-Making for Amateurs, die een zomercursus organiseerde. Beamish werkte het stuk later uit voor kamerorkest en wel het Kamerorkest van Schotland onder leiding van Joseph Swensen. Die voerde de “beroepsversie” op 4 maart 2000 uit tijdens een concert aan het andere eind van de wereld: Hongkong. In 2015 was het werk nog te horen op die andere Schotse eilandengroep, de Orkneyeilanden.
The day dawn is ook de titel van een kunstwerk van Michel Le Goff. Hij maakte het werk voor een kunst/muziekfestival in Ortisei, Italië in 2002. Hij liet zich inspireren door het werk van Beamish, dat daar ook gespeeld werd.